# 나의 푸른 하늘
《나의 푸른 하늘》(영어: My Blue Heaven)은 미국에서 제작된 허버트 로스 감독의 1990년 범죄 코미디 영화이다. 스티브 마틴, 릭 머래니스 등이 출연하였고, 허버트 로스 등이 제작에 참여하였다.

## 출연진
- 스티브 마틴
- 릭 머래니스
- 조앤 큐색
- 멜러니 메이론
- 빌 어윈
- 캐럴 케인
- 윌리엄 히키
- 데버라 러시
- 대니얼 스턴
- 제시 브래드퍼드
- 코리 캐리어
- 세스 재피
- 로버트 미란다
- 에드 로터
- 래리 블록
- 줄리 보바소
- 콜린 캠프
- 고든 커리
- 레이먼드 오코너
- 캐럴 앤 수시